# Élections municipales de 2022 à Belgrade
Les élections municipales de 2022 à Belgrade  ont lieu le 3 avril 2022 afin de renouveler pour quatre ans les conseillers municipaux de l'Assemblée de Belgrade.
La coalition du Parti progressiste serbe, désormais menée par Aleksandar Šapić après une fusion entre la Liste Šapić et le SNS, arrive largement en tête avec 38 % des voix. Celle-ci est cependant en baisse par rapport à ses résultats de 2018 et perd sa majorité absolue à l'assemblée. 
En deuxième position, la coalition Unis pour la victoire de la Serbie se maintient à plus de 20 % des voix. Celle-ci est suivie par la coalition écologiste Nous Pouvons, qui entre à l'assemblée avec 11 % des voix. 
En plus de la coalition menée par le Parti socialiste de Serbie, différents partis de droite et d'extrême droite franchissent le seuil électoral de 3 % et rentrent à l'assemblée.

## Résultats
|                          |                                           |           |       |       |        |               |  |  |  |  |  |  |  |  |
| Parti ou coalition       | Parti ou coalition                        | Voix      | %     | +/–   | Sièges | +/–           |  |  |  |  |  |  |  |  |
|                          | Ensemble, nous pouvons tout faire (SNS)   | 348 345   | 38,83 | 15,17 | 48     | 28            |  |  |  |  |  |  |  |  |
|                          | Unis pour la victoire de la Serbie (US)   | 195 335   | 21,78 | 2,85  | 26     | en stagnation |  |  |  |  |  |  |  |  |
|                          | Nous pouvons (Moramo)                     | 99 078    | 11,04 | 7,6   | 13     | 13            |  |  |  |  |  |  |  |  |
|                          | Coalition SPS (SPS – JS – ZS)             | 64 050    | 7,14  | 1,01  | 8      | en stagnation |  |  |  |  |  |  |  |  |
|                          | Alternative démocratique nationale (NADA) | 57 760    | 6,44  | 5,32  | 7      | 7             |  |  |  |  |  |  |  |  |
|                          | Mouvement Dveri (Dveri) - POKS            | 30 898    | 3,44  | Nv    | 4      | 4             |  |  |  |  |  |  |  |  |
|                          | Parti serbe des gardiens du serment (SSZ) | 32 029    | 3,57  | 2,79  | 4      | 4             |  |  |  |  |  |  |  |  |
|                          | SDS-Nova                                  | 26 219    | 2,92  | 0,67  | 0      | en stagnation |  |  |  |  |  |  |  |  |
|                          | Souverainistes (DJB-ZS-ŽZS)               | 19 544    | 2,18  | Nv    | 0      | en stagnation |  |  |  |  |  |  |  |  |
|                          | Parti radical serbe (SRS)                 | 14 674    | 1,64  | 0,7   | 0      | en stagnation |  |  |  |  |  |  |  |  |
|                          | Autres partis                             | 9 118     | 1,02  | –     | 0      | en stagnation |  |  |  |  |  |  |  |  |
|                          |                                           |           |       |       |        |               |  |  |  |  |  |  |  |  |
| Suffrages exprimés       | Suffrages exprimés                        | 897 050   | 97,91 |       |        |               |  |  |  |  |  |  |  |  |
| Votes blancs et nuls     | Votes blancs et nuls                      | 19 155    | 2,09  |       |        |               |  |  |  |  |  |  |  |  |
| Total                    | Total                                     | 916 205   | 100   | –     | 110    | en stagnation |  |  |  |  |  |  |  |  |
| Abstentions              | Abstentions                               | 684 257   | 42,15 |       |        |               |  |  |  |  |  |  |  |  |
| Inscrits / participation | Inscrits / participation                  | 1 600 462 | 57,85 |       |        |               |  |  |  |  |  |  |  |  |